# Audi Star Talk
Der Audi Star Talk war eine deutsche Talksendung mit prominenten Sportlern als Gäste, die 2009–2016 von Klaus Gronewald produziert (KG Media Factory GmbH) und moderiert wurde. Ab dem 31. Juli 2009 wurde die Sendung einmal monatlich auf dem Sender Sport1 ausgestrahlt, ab 15. September 2014 wurde sie monatlich auf Sky Deutschland gesendet. Am 23. Mai 2016 erfolgte die letzte Ausstrahlung.
In der Talkshow wurden Sportstars und ihre Karrieren vorgestellt. Es kamen oft Freunde, Familienmitglieder oder alte Weggefährten der Gäste zu Wort, wodurch mitunter kuriose Geschichten aus dem Privatleben angesprochen wurden. Darüber hinaus wurden die Gäste zu aktuellen Themen befragt.
Der Autohersteller Audi war Titelsponsor, mischte sich inhaltlich jedoch nicht ein.